# 水山瑠美
水山 瑠美（みなやま るみ、1985年7月2日 - ）は、千葉県出身のタレント、モデルである。ニューゲートプロダクション所属。千葉経済大学短期大学部こども学科初等教育コース卒業。

## 来歴・人物
短期大学在学中に東京都渋谷区の原宿でスカウトされ、フジテレビ系列“月9”シリーズの連続テレビドラマ「スローダンス」（2005年7月4日～9月12日放送）にエキストラとして出演。
2007年4月、現事務所に所属。同月、フジテレビ系列の特別番組『日本偉人大賞』で勝海舟の愛人役として女優デビュー。
趣味は、読書、映画鑑賞、アニメ、ゲーム。
特技は、児童図書の読み聞かせ、着付け、料理。 
取得した資格及び免許は、幼稚園教諭第2種免許、小学校教諭第2種免許、図書館司書資格、秘書技能検定準一級。護身武道である拳正道の黒帯保持者でもある。
声はハスキーボイスで、初対面の人からよく驚かれるという（本人談）。
ゲームが好きで、ロールプレイングやパズルを好む。
好きなテレビ番組は、ドキュメンタリー番組の他、アニメのジブリ、ディズニー、ドラえもんなど。「アニメはストレートに友情とか愛情を伝えてくれるので好き」という（本人談）。 
好きな花言葉はひまわりの花言葉で、「真っ直ぐに」とか「貴方だけを見つめています」という意味を持つ。
酒類はカクテルを好んで飲む。

## 出演作品

### TV
- 『日本偉人大賞』（フジテレビ系列・2007年4月）（勝海舟の愛人役）
- 『エンタの味方!』（TBSテレビ）・2007年9月）
- 『新春かくし芸大会』（フジテレビ系列・2008年1月1日）

### 広告
- エステサロンGUINOリーフレットモデル

### WEB
- 三国志大戦イメージガール